# 萬山岩雕群考古遺址
萬山岩雕群考古遺址，為與魯凱族的傳說有關的史前岩雕，位於高雄市茂林區萬頭蘭山區，共有4處共14塊岩石。由於地處偏遠山區，於1978年才由高業榮與帶領的魯凱族人首次正式發現第一號岩雕，並由當地部落賦予的名稱命名。萬山岩雕呈現具體的構圖，顯示了族群社會的高度發展，且為台灣唯一的岩雕群，具有其特殊性，其創作年代仍不明。
孤巴察峨、祖布里里、莎娜奇娜娥三處岩雕於1989年即登錄為國家第三級古蹟「萬山岩雕」，由於之後還陸續發現其他岩雕，於2008年將其他岩雕共同登錄為「萬山岩雕群考古遺址」。

## 傳說
在魯凱族的下三社群流傳著關於萬山岩雕群的傳說，魯凱族的拉巴烏賴（Laba'ulai）貴族家祖先娶了布農族拉達烏龍安（Lada'ulongan）家女子荷絲為妻。妻子在做飯時都會吹口哨招來百步蛇，並將蛇烹煮進食，由於百步蛇是祖靈的象徵，女子在祕密被其家人發現後被放逐，她在臨行時與丈夫約定在祖布里里（Tsubulili）和孤巴察峨（Gubatsaeh）的大石處相見，但其丈夫始終未出現。女子便在等待時在石頭上作畫而留下了圖案。
傳說只與第一、二號岩雕有關，魯凱族下三社群族人也不知道其他兩處石雕存在，且布農族並沒有關於萬山岩雕的傳說。

## 發現
高業榮為任教於屏東師範學院的老師，他在1978年由魯凱族人帶領下，發現第一號岩雕「孤巴察峨」，隔年發現第二號岩雕「祖布里里」。1984年，第三號岩雕「莎娜奇娜娥」被發現，2002年，第四號岩雕「大軋拉烏」被發現。